# Entscheidungen des Bundesverfassungsgerichts

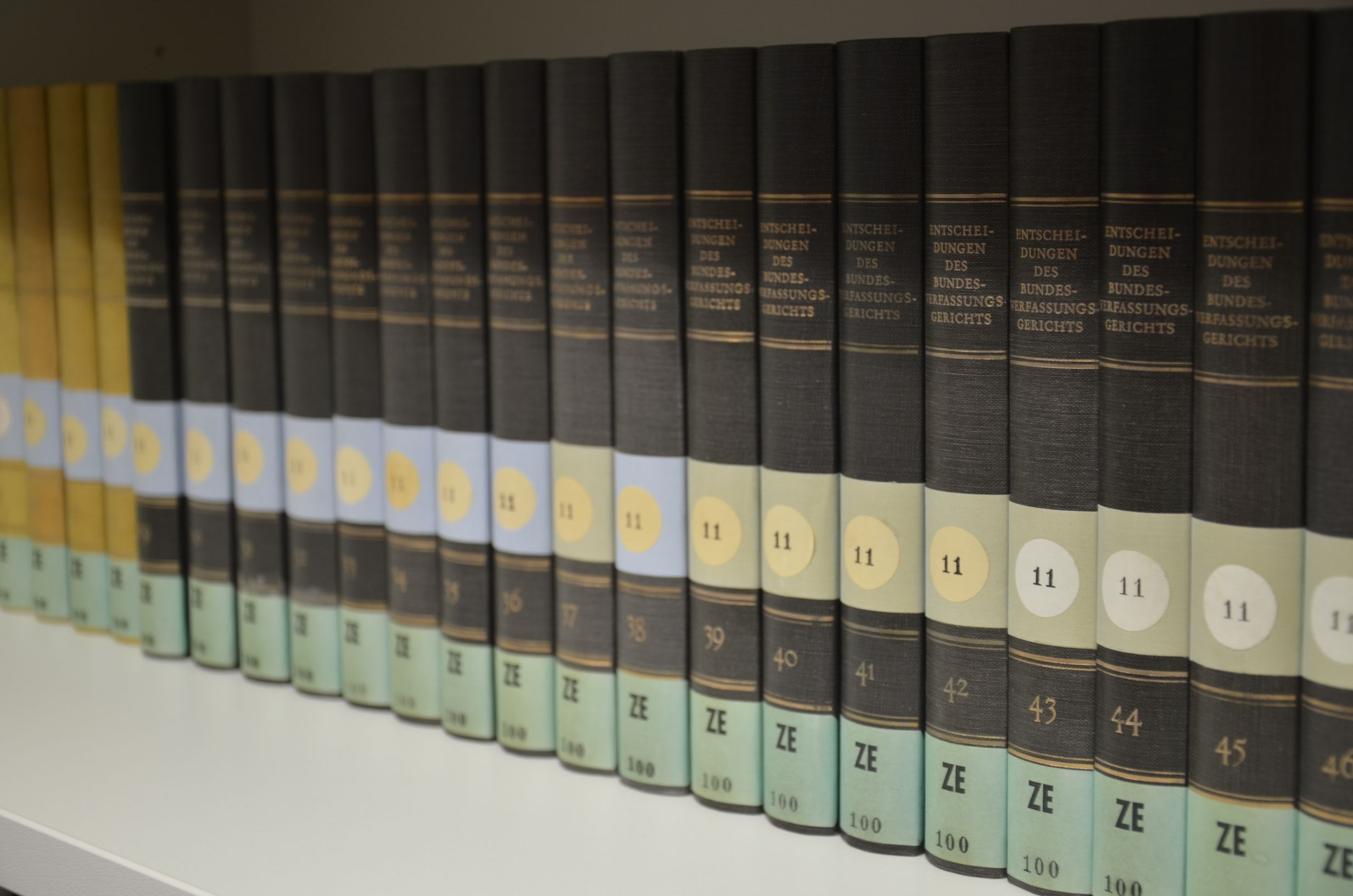
Entscheidungen des BVerfG als gebundene Bücher im Ankleideraum der Richter am Dienstsitz in Karlsruhe-Waldstadt

Die Entscheidungen des Bundesverfassungsgerichts (BVerfGE) sind eine vom Verein der Richter des Bundesverfassungsgerichts in privater Nebentätigkeit herausgegebene autorisierte Sammlung der wichtigen Entscheidungen des Bundesverfassungsgerichts der Bundesrepublik Deutschland. Die amtlichen Texte werden dort in ungekürzter Form veröffentlicht. Die Senatsentscheidungen erscheinen im Verlag J. C. B. Mohr (Paul Siebeck), Tübingen.
Von der Errichtung des Gerichts im Jahr 1951 bis 2023 erschienen 163 Bände dieser Entscheidungssammlung mit insgesamt etwa 3.000 Urteilen und Beschlüssen (Stand: Oktober 2012). 2023 umfasst die Sammlung 163 Bände. Seit 2004 sind zwölf Bände der Entscheidungssammlung BVerfGK mit insgesamt fast 800 Beschlüssen erschienen – eine gezielte Auswahl aus mehr als 25.000 Verfassungsbeschwerden (Stand: März 2010).

## Zitierweise
Die einzelnen Entscheidungen werden in der Form „BVerfGE Band, Anfangsseite <Zitatstelle>“ zitiert, beispielsweise „BVerfGE 98, 218 <252>“. Das bedeutet, dass die zitierte Entscheidung in Band 98 der Entscheidungssammlung steht und auf Seite 218 beginnt; die Stelle, auf die es dem Zitierenden ankommt, steht auf Seite 252. An der angegebenen Stelle steht z. B., dass „für die Einführung der neuen Rechtschreibregeln im Schulunterricht der Länder eine besondere gesetzliche Grundlage nicht erforderlich“ ist. Zur Kennzeichnung der Zitatstelle sind auch andere Klammerformen üblich.

## Kammerentscheidungen
Zwischen 2004 und 2014 wurde zusätzlich zur Entscheidungssammlung BVerfGE auch eine Sammlung von Kammerentscheidungen (BVerfGK) herausgegeben. Diese enthielt ausgewählte Entscheidungen der einzelnen Kammern des Verfassungsgerichts mit weiterführenden, über den Einzelfall hinaus bedeutsamen verfassungsrechtlichen Aussagen. Die BVerfGK erschien bei C.F. Müller, Heidelberg.